# Escudo de Canarias
El escudo de la comunidad autónoma de Canarias es oficial desde 1982. La ley orgánica 10/1982 del 10 de agosto sobre Estatuto de Autonomía de Canarias establece, en su artículo sexto:

«Canarias tiene escudo propio, cuya descripción es la siguiente: en campo de azur trae siete islas de plata bien ordenadas dos, dos, dos y una, esta última en punta. Como timbre una corona real cerrada, surmontada de una cinta de plata con el lema Océano de sable y como soportes dos canes en su color».

Según decreto 184/2004, de 21 de diciembre (Boletín Oficial de Canarias de 7-1-2005), modificado por Orden de 24 de noviembre de 2005 (BOC de 2-12-2005), por el que se aprueba la identidad corporativa del Gobierno de Canarias y se establecen las normas para su tratamiento y utilización, las tonalidades de los colores son: Azul Pantone 3005 (RGB 7.104.169); marrón Pantone 722 (RGB 216.143.31); dorado Pantone 7406 (RGB 255.204.0); rojo Pantone 485 (RGB 254.0.12); y gris Pantone 7544 (RGB 145.143.144).

## Polémica por los canes
En épocas recientes ha surgido una polémica en torno a la representación del can (perro de presa canario) en el escudo. Este hecho, ha motivado en parte que el Gobierno de Canarias haya suprimido los dos perros en los impresos oficiales y edificios públicos, si bien han sido mantenidos en el Escudo de Canarias.
Popularmente se atribuye que el nombre del archipiélago canario es derivado del perro de presa canario, si bien según una ley del Gobierno de Canarias vigente desde 1991, el perro can es el símbolo natural de Gran Canaria conjuntamente con el cardón. Por esta razón entre los detractores del actual escudo se argumenta que solo representan a la isla de Gran Canaria y no al archipiélago en su totalidad. 
También ha habido una moción para eliminar el collar de ambos animales, pues se argumenta (sobre todo desde ámbitos independentistas) que hace alusión a la idea de que los collares tienen un significado de "sumisión". Este fue eliminado oficialmente en la reforma del Estatuto de Autonomía de 2005.